# Tổ chức liên chính phủ
Tổ chức liên chính phủ, hay đôi khi còn gọi là tổ chức chính phủ quốc tế, là một tổ chức bao gồm chủ yếu là các quốc gia có chủ quyền (hay các nước thành viên) hay các tổ chức liên chính phủ khác. Thường thì tổ chức liên chính phủ được gọi là tổ chức quốc tế dù rằng khái niệm này có thể hàm nghĩa cả các tổ chức phi chính phủ quốc tế như các tổ chức phi lợi nhuận quốc tế hoặc các công ty đa quốc gia.
Các tổ chức liên chính phủ (TCLCP) là một khía cạnh quan trọng của công pháp quốc tế. Chúng được thành lập dựa trên các hiệp định (đóng vai trò hiến chương); những hiệp định này được hình thành khi các đại diện pháp lý (tức các chính phủ) của một số nhà nước nào đó thông qua quá trình phê chuẩn hiệp định, từ đó tạo lập tư cách pháp nhân cho TCLCP.
Xét về mặt pháp lý, cần phân biệt các TCLCP với những nhóm hoặc liên minh quốc gia giản đơn, ví dụ tổ chức G8 hoặc Bộ tứ Trung Đông. Lý do là vì những nhóm này tự lập ra mà không dựa trên bất cứ một văn bản mang tính pháp lý cao nhất nào và chúng chỉ đóng vai trò như những nhóm đặc trách.
Các tổ chức liên chính phủ cũng không phải là các hiệp định. Ví dụ, trước khi Tổ chức Thương mại Thế giới ra đời thì đã từng có nhiều hiệp định như Hiệp định Thương mại Tự do Bắc Mỹ hoặc Hiệp ước chung về thuế quan và mậu dịch. Những hiệp định này không tạo lập nên một tổ chức nào; chúng hoàn toàn chỉ dựa vào sự công nhận về mặt pháp lý của các bên tham gia hiệp định đối với tư cách điều hành của chúng nhằm đạt được tư cách uỷ ban ad hoc. Các hiệp định khác thì thành lập được một bộ máy hành chính nhưng cũng không được cấp tư cách pháp nhân quốc tế.

## Phân loại và mục đích
Các tổ chức liên chính phủ khác nhau cả về chức năng, số thành viên và tiêu chuẩn thành viên, tầm nhìn và mục đích. Một số TCLCP phát triển nhằm để đáp ứng nhu cầu về một diễn đàn trung lập, nơi các bên có thể tranh luận hoặc đàm phán để giải quyết tranh chấp. Số khác thì gom các lợi ích chung vào những mục tiêu thống nhất để gìn giữ hòa bình thông qua giải quyết xung đột và cải thiện quan hệ quốc tế; phát huy hợp tác quốc tế trong các vấn đề như bảo vệ môi trường; đề cao nhân quyền; đẩy mạnh phát triển xã hội (giáo dục, y tế); cung cấp trợ giúp nhân đạo và phát triển kinh tế. Một số TCLCP theo đuổi nhiều nhiệm vụ ở tầm vĩ mô (ví dụ Liên Hợp Quốc) trong khi một số tổ chức lại tập trung theo đuổi các mục tiêu liên quan đến một chủ đề cụ thể (ví dụ Interpol hoặc Tổ chức Tiêu chuẩn hóa Quốc tế).
- Tổ chức toàn cầu - mọi quốc gia có thể gia nhập miễn là đáp ứng được các tiêu chí đề ra. Ví dụ: Liên Hợp Quốc và các cơ quan chuyên môn thuộc Liên Hợp Quốc như Liên minh Bưu chính Quốc tế, Interpol, Tổ chức Thương mại Thế giới, Tổ chức Thuế quan Thế giới và Quỹ Tiền tệ Quốc tế.
- Tổ chức khu vực - dành cho các thành viên từ một khu vực hoặc châu lục cụ thể. Ví dụ: Ủy hội châu Âu, Liên minh châu Âu, NATO, Tổ chức An ninh và Hợp tác châu Âu, Liên minh châu Phi, Tổ chức Các quốc gia châu Mỹ, Hiệp hội Các quốc gia Đông Nam Á, Liên đoàn Ả Rập và Liên minh các Quốc gia Nam Mỹ.
- Tổ chức văn hóa, ngôn ngữ, dân tộc, tôn giáo hoặc lịch sử - dành cho các thành viên trên cơ sở mối liên kết về văn hóa, ngôn ngữ, dân tộc, tôn giáo hoặc lịch sử. Ví dụ: Khối Thịnh vượng chung Anh, Cộng đồng Pháp ngữ, Liên minh Latin và Tổ chức Hội nghị Hồi giáo.
- Tổ chức kinh tế: một số vì mục tiêu thương mại tự do, cắt giảm rào cản thương mại (Tổ chức Thương mại Thế giới), Quỹ tiền tệ Quốc tế. Một số khác tập trung vào phát triển quốc tế. Các tổ chức hợp tác công khai (cartel) quốc tế cũng được xếp vào loại này, ví dụ Tổ chức Các nước Xuất khẩu Dầu lửa. Ngoài ra còn có Tổ chức Hợp tác và Phát triển Kinh tế và Tổ chức Ngân hàng Phương nam.
- Tổ chức giáo dục: ví dụ Đại học Liên Hợp Quốc

Một số tổ chức như NATO còn có cơ chế an ninh chung hoặc các điều khoản phòng thủ lẫn nhau.

## Ví dụ
Mục tiêu của Liên Hợp Quốc là:
1. Duy trì hòa bình và an ninh thế giới.
2. Phát triển tương quan hữu nghị giữa các quốc gia đặt căn bản trên sự tôn trọng nguyên tắc bình đẳng quyền lợi và quyền dân tộc tự quyết, cùng thi hành mọi biện pháp thích nghi để củng cố hòa bình thế giới.
3. Đạt tới sự hợp tác quốc tế nhằm giải quyết những vấn đề kinh tế, xã hội, văn hoá, hay nhân đạo, và phát huy, khuyến khích sự tôn trọng nhân quyền và những quyền tự do căn bản cho tất cả mọi người không phân biệt chủng tộc, nam nữ, ngôn ngữ hay tôn giáo.[1]

## Lịch sử
Trong khi các hiệp định, liên minh và hộp nghị đa bên đã tồn tại hàng thế kỉ thì các TCLCP chỉ mới bắt đầu hình thành từ thế kỉ 19. Trong số các tổ chức tiên phong này, có thể kể đến Ủy ban Trung ương về Lưu thông Tàu bè trên sông Rhine (thành lập sau khi các cuộc chiến tranh của Napoléon kết thúc), Liên minh Viễn thông Quốc tế (thành lập dựa trên kết quả của Hội nghị Điện tín Quốc tế gồm hai mươi quốc gia, diễn ra vào tháng 5 năm 1865) và Hội Quốc Liên (hình thành sau Chiến tranh thế giới thứ nhất).

## Mở rộng và phát triển
Hiện tại có hơn 250 TCLCP trên toàn thế giới và con số này vẫn tiếp tục tăng lên. Đó là nhờ tiến trình toàn cầu hóa đã làm gia tăng và khuyến khích hợp tác giữa các quốc gia. Toàn cầu hóa giúp TCLCP phát triển dễ dàng hơn nhờ sự gia tăng của quan hệ quốc tế trên các mặt kinh tế, chính trị, quân sự cũng như ở phạm vi nội địa. Về mặt kinh tế, các TCLCP giành thêm các nguồn lực cả vật chất và phi vật chất cho sự thịnh vượng kinh tế. Về mặt chính trị, các TCLCP cung cấp môi trường chính trị ổn định trong phạm vi một quốc gia và giữa các quốc gia với nhau. Về mặt quân sự, các liên minh quân sự thiết lập các tiêu chuẩn chung nhằm đảm bảo an ninh cho các thành viên cũng như phòng tránh các mối đe dọa từ bên ngoài.

## Tham gia
Có vài lý do khiến các quốc gia chọn việc gia nhập một tổ chức liên chính phủ nào đó, nhưng cũng có lý do khiến họ từ chối gia nhập.
Lý do gia nhập:
1. Lợi ích kinh tế: trong trường hợp của Hiệp định Thương mại Tự do Bắc Mỹ, nhiều quốc gia khác nhau đã thu được lợi ích kinh tế từ tư cách thành viên trong tổ chức mậu dịch tự do này. Ví dụ, các công ty México tiếp cận thị trường Hoa Kỳ dễ dàng hơn.
2. Ảnh hưởng chính trị: các nước nhỏ hơn như Bồ Đào Nha và Hà Lan không có nhiều ảnh hưởng chính trị trên trường quốc tế nhưng nhờ tham gia các TCLCP như Liên minh châu Âu nên đã gia tăng được đáng kể tầm ảnh hưởng của mình. Các quốc gia lớn hơn như Pháp và Đức cũng hưởng lợi khi gia tăng tầm ảnh hưởng của mình đối với công việc nội bộ của các nước nhỏ hơn đồng thời mở rộng sự lệ thuộc của các nước khác vào họ.
3. An ninh: tư cách thành viên trong một tổ chức như NATO không những mang đến lợi ích an ninh mà còn tạo cơ hội giải quyết các khác biệt về chính trị.
4. Tăng cường dân chủ và khả năng sống còn của nền dân chủ: có một nhận xét là các nước tham gia TCLCP được thụ hưởng mức độ dân chủ cao hơn và các nền dân chủ này cũng tồn tại lâu dài hơn.

Lý do từ chối:
1. Mất chủ quyền: tư cách thành viên thường đi kèm với sự mất mát trong chủ quyền quốc gia do các hiệp ước được ký yêu cầu sự hợp tác từ tất cả các thành viên.
2. Thu được ít lợi ích